# Kongo-Kinshasas fotbollsförbund
Kongo-Kinshasas fotbollsförbund, officiellt Fédération Congolaise de Football-Association, är ett specialidrottsförbund som organiserar fotbollen i Kongo-Kinshasa.
Förbundet grundades 1962 och gick med i Caf 1964. De anslöt sig till Fifa år 1964.